# Maresi (Unternehmen)
Die Maresi Gruppe ist ein österreichisches Vertriebs- und Dienstleistungsunternehmen mit Sitz in Wien. Vollständiger Eigentümer ist die Vivatis Holding. Neben seiner Hausmarke „Maresi Alpenmilch“ und den Produkten mehrerer übernommener Nahrungsmittelhersteller vertreibt und vermarktet das Unternehmen in seinen Märkten auch Marken von anderen Herstellern. Das Unternehmen setzt sich aus der Maresi Austria GmbH & Co KG und dessen Auslandstöchter Maresi Foodbroker zusammen. Die Maresi-Gruppe, die aus der Maresi Austria GmbH mit Auslandstöchter in Ungarn, Tschechien, Slowakei und Rumänien besteht, hatte 173 Mitarbeiter im Jahr 2019 und einen Umsatz von 112 Mio. Euro im Jahr 2018.

## Geschichte
Maresi wurde 1949 als „Landwirtschaftliche Nährmittelindustrie“ gegründet und stellt seit 1955 die üblicherweise mit dem Markennamen assoziierte Maresi Alpenmilch (eine Kondensmilchsorte) her. Seit 1974 ist Maresi auch als Dienstleistungsunternehmen tätig. Damals wurde mit „Dreh & Drink“ eine Limonadenmarke für Kinder ins Sortiment aufgenommen, vermarktet und vertrieben. Seit 1991, als in Ungarn das erste Tochterunternehmen gegründet wurde, ist das Unternehmen auch im Ausland tätig. 1993 kam Tschechien hinzu, und 1999 die Slowakei. Seit 1995 ist der Maresi Vertrieb und der Dienstleistungsbereich für Partnermarken in der neu gegründeten „Maresi Foodbroker GmbH“ enthalten.
2005 erlebte die Maresi Gruppe einen Umsatzrückgang im Ausmaß von 1,8 Millionen Euro auf 83,4 Mio. Euro. 2006 ging der Umsatz weiter auf 78,8 Mio. Euro zurück, der von 156 Beschäftigten erwirtschaftet wurde. 2020 betrug der Umsatz, nicht zuletzt infolge der COVID-19-Pandemie, 79 Mio. Euro.

### Marken & Bekanntheit
Die namensgebende Maresi Alpenmilch und einige weitere Marken der von der Maresi Austria GmbH gehören zu den bekanntesten Marken Österreichs. Bei einer 2016 durchgeführten Studie zu den wichtigsten Marken für alltägliche Konsumgüter (FMCG – „Fast moving consumer goods“) erreichte die Maresi Kaffeemilch unter den 505 Befragten eine Bekanntheit von 96 % und wurde insgesamt auf Platz zehn der „kultigsten“ Marken gereiht. Durch die langanhaltende Dominanz in diesem Bereich steht der Name Maresi quasi synonym für Kaffeemilch. Ebenfalls von hoher Bekanntheit ist die Snackwurst Knabber Nossi, die 1979 als österreichisches Pendant zu BiFi entwickelt wurde. Untersuchungen in den Jahren 2016 und 2019 attestierte der Marke eine Bekanntheit von rund 95 % und Marktführerschaft in ihrem Bereich. 2003 wurde die traditionsreiche Marke Inzersdorfer übernommen und 2004 die Marken Himmeltau (Babynahrung), Bonelli und Shan'Shi ins Sortiment aufgenommen. Die Asia-Marke Shan'Shi wurde ab 2015 intensiv medial beworben und war 2020 Marktführer mit einem Anteil von 19,1 %. Weitere Marken der Maresi Austria GmbH sind Die leichte Muh (Leichtmilch), Siggi (Kakaomilch) und Omis schnelle Küche (Tiefkühlkost).
Neben seinen Eigenmarken übernimmt Maresi Austria GmbH für eine Reihe sogenannter „Partnermarken“ das Management am österreichischen sowie am zentral- und osteuropäischen Markt. Zu diesen Partnermarken gehören unter anderem Deoleo (Olivenöl), Dextro Energy (Traubenzucker), Efko (Gemüsekonserven), Isostar (Elektrolytgetränke), Lavazza (Kaffee), Ovomaltine (Malzgetränk) oder Twinings (Tees).